# Myiodactylus nebulosus
Myiodactylus nebulosus là một loài côn trùng trong họ Nymphidae thuộc bộ Neuroptera. Loài này được McLachlan miêu tả năm 1877.